# Eliminatórias da Copa do Mundo FIFA de 2002 - América do Sul
As eliminatórias da América do Sul para a Copa do Mundo FIFA de 2002 decidiram quais seleções de futebol filiadas à CONMEBOL preencheriam as quatro vagas disponíveis para a confederação sul-americana de futebol e uma vaga de repescagem nas qualificações para a Copa do Mundo FIFA de 2002.
Após a disputa, que teve a participação de todas as seleções, classificaram-se a Argentina, o Brasil, o Equador, o Paraguai e o Uruguai, este último, classificado através da repescagem.

## Processo de qualificação
A confederação selecionou o processo mais simples possível de qualificação - todas as seleções jogam entre si em turno e returno em um torneio de dez seleções. Os quatro primeiros estão automaticamente classificados para a Copa do Mundo na Coreia do Sul e no Japão. Os times que conseguiram a classificação estão indicados na tabela em negrito.
O 5º colocado no torneio (Uruguai) jogou com o vencedor das eliminatórias da Confederação de Futebol da Oceania (a Austrália) em uma disputa em dois jogos de ida-e-volta para um lugar a mais na Copa do Mundo. O Uruguai perdeu o primeiro jogo por 1-0 na Austrália e venceu o segundo por 3-0, assim se classificando no agregado de 3-1.
Todos as outras seleções estarão fora da fase final da competição.

## Classificação
| Pos | Equipe    | Pts | J  | V  | E | D  | GP | GC | SG  | Classificado                |  | ARG | ECU | BRA | PAR | URU | COL | BOL | PER | VEN | CHI |
| --- | --------- | --- | -- | -- | - | -- | -- | -- | --- | --------------------------- |  | --- | --- | --- | --- | --- | --- | --- | --- | --- | --- |
| 1   | Argentina | 43  | 18 | 13 | 4 | 1  | 42 | 15 | +27 | Copa do Mundo de 2002       |  | —   | 2–0 | 2–1 | 1–1 | 2–1 | 3–0 | 1–0 | 2–0 | 5–0 | 4–1 |
| 2   | Equador   | 31  | 18 | 9  | 4 | 5  | 23 | 20 | +3  | Copa do Mundo de 2002       |  | 0–2 | —   | 1–0 | 2–1 | 1–1 | 0–0 | 2–0 | 2–1 | 2–0 | 1–0 |
| 3   | Brasil    | 30  | 18 | 9  | 3 | 6  | 31 | 17 | +14 | Copa do Mundo de 2002       |  | 3–1 | 3–2 | —   | 2–0 | 1–1 | 1–0 | 5–0 | 1–1 | 3–0 | 2–0 |
| 4   | Paraguai  | 30  | 18 | 9  | 3 | 6  | 29 | 23 | +6  | Copa do Mundo de 2002       |  | 2–2 | 3–1 | 2–1 | —   | 1–0 | 0–4 | 5–1 | 5–1 | 3–0 | 1–0 |
| 5   | Uruguai   | 27  | 18 | 7  | 6 | 5  | 19 | 13 | +6  | Repescagem intercontinental |  | 1–1 | 4–0 | 1–0 | 0–1 | —   | 1–1 | 1–0 | 0–0 | 3–1 | 2–1 |
| 6   | Colômbia  | 27  | 18 | 7  | 6 | 5  | 20 | 15 | +5  | Eliminados                  |  | 1–2 | 0–0 | 0–0 | 0–2 | 1–0 | —   | 2–0 | 0–1 | 3–0 | 3–1 |
| 7   | Bolívia   | 18  | 18 | 4  | 6 | 8  | 21 | 33 | −12 | Eliminados                  |  | 3–0 | 1–5 | 3–1 | 0–0 | 0–0 | 1–1 | —   | 1–0 | 5–0 | 1–0 |
| 8   | Peru      | 16  | 18 | 4  | 4 | 10 | 14 | 25 | −11 | Eliminados                  |  | 1–2 | 1–2 | 0–1 | 2–0 | 0–2 | 0–1 | 1–1 | —   | 1–0 | 3–1 |
| 9   | Venezuela | 16  | 18 | 5  | 1 | 12 | 18 | 44 | −26 | Eliminados                  |  | 0–4 | 1–2 | 0–6 | 3–1 | 2–0 | 2–2 | 4–2 | 3–0 | —   | 0–2 |
| 10  | Chile     | 12  | 18 | 3  | 3 | 12 | 15 | 27 | −12 | Eliminados                  |  | 0–2 | 0–0 | 3–0 | 3–1 | 0–1 | 0–1 | 2–2 | 1–1 | 0–2 | —   |

## Resultados

### 1ª rodada
| 28 de Março de 2000 | Colômbia | 0 – 0    | Brasil | Estadio El Campín, Bogotá       |
| 20:00               |          | (Report) |        | Público: 42,000 Árbitro: Méndez |

| 29 de Março de 2000 | Equador                    | 2 – 0    | Venezuela | Estadio de Liga Deportiva Universitaria, Quito |
| 12:00               | Delgado 18' · Aguinaga 57' | (Report) |           | Público: 37,288 Árbitro: Montano               |

| 29 de Março de 2000 | Uruguai    | 1 – 0    | Bolívia | Estadio Centenario, Montevideo            |
| 19:30               | Garcia 26' | (Report) |         | Público: 49,811 Árbitro: Pereira da Silva |

| 29 de Março de 2000 | Peru                      | 2 – 0    | Paraguai | Estadio Nacional, Lima            |
| 21:30               | Solano 55' · Palacios 60' | (Report) |          | Público: 45,042 Árbitro: Elizondo |

| 29 de Março de 2000 | Argentina                                       | 4 – 1    | Chile     | River Plate Stadium, Buenos Aires |
| 21:30               | Batistuta 9' · Veron 33' 71' (pen.) · López 87' | (Report) | Tello 29' | Público: 46,374 Árbitro: Moreno   |

### 2ª rodada
| 26 de Abril de 2000 | Bolívia     | 1 – 1    | Colômbia     | Estadio Hernando Siles, La Paz            |
| 12:00               | Sánchez 16' | (Report) | Castillo 32' | Público: 35,500 Árbitro: Arana Villamonte |

| 26 de Abril de 2000 | Venezuela | 0 – 4    | Argentina                              | Estadio José Pachencho Romero, Maracaibo |
| 19:00               |           | (Report) | Ayala 8' · Ortega 24' 77' · Crespo 89' | Público: 19,355 Árbitro: Amarilla        |

| 26 de Abril de 2000 | Paraguai  | 1 – 0    | Uruguai | Estadio Defensores del Chaco, Asunción |
| 20:00 (UTC-3)       | Ayala 35' | (Report) |         | Público: 18,350 Árbitro: Sanchez       |

| 26 de Abril de 2000 | Chile      | 1 – 1    | Peru     | Estadio Nacional de Chile, Santiago      |
| 21:10 (UTC-4)       | Margas 42' | (Report) | Jayo 38' | Público: 44,979 Árbitro: Gonzalez Chavez |

| 26 de Abril de 2000 | Brasil                               | 3 – 2    | Equador                       | Estádio do Morumbi, São Paulo      |
| 21:50 (UTC-3)       | Rivaldo 18' 51' · Antônio Carlos 43' | (Report) | Aguinaga 12' · De la Cruz 75' | Público: 64,738 Árbitro: Cervantes |

### 3ª rodada
| 3 de Junho de 2000 | Uruguai                 | 2 – 1    | Chile               | Estadio Centenario, Montevideo         |
| 17:00              | Silva 35' · Montero 42' | (Report) | Zamorano 39' (pen.) | Público: 60,000 Árbitro: Troxler Ayala |

| 3 de Junho de 2000 | Paraguai                      | 3 – 1    | Equador      | Estadio Defensores del Chaco, Asunción  |
| 18:15              | Toledo 10' · Brizuela 42' 63' | (Report) | Graziani 87' | Público: 22,000 Árbitro: Gallesio Graco |

| 4 de Junho de 2000 | Argentina | 1 – 0    | Bolívia | River Plate Stadium, Buenos Aires |
| 15:00              | López 83' | (Report) |         | Público: 50,669 Árbitro: Rezende  |

| 4 de Junho de 2000 | Peru | 0 – 1    | Brasil             | Estadio Nacional, Lima           |
| 15:15              |      | (Report) | Antônio Carlos 34' | Público: 45,000 Árbitro: Giménez |

| 4 de Junho de 2000 | Colômbia                                   | 3 – 0    | Venezuela | Estadio El Campín, Bogotá      |
| 17:30              | Viveros 27' · Córdoba 42' · Valenciano 89' | (Report) |           | Público: 20,854 Árbitro: Godói |

### 4ª rodada
| 28 de Junho de 2000 | Venezuela                                                        | 4 – 2    | Bolívia                     | Estadio Polideportivo de Pueblo Nuevo, San Cristóbal |
| 19:00               | Mea Vitali 24' · Moran 38' · Savarese 61' · Tortolero 68' (pen.) | (Report) | Moreno 49' · Baldivieso 58' | Público: 7,000 Árbitro: Zambrano Alcivar             |

| 28 de Junho de 2000 | Brasil      | 1 – 1    | Uruguai  | Estádio do Maracanã, Rio de Janeiro |
| 21:40               | Rivaldo 85' | (Report) | Silva 5' | Público: 50,000 Árbitro: Ruiz       |

| 29 de Junho de 2000 | Equador                 | 2 – 1    | Peru        | Estadio Olímpico Atahualpa, Quito |
| 16:00               | Chalá 14' · Hurtado 51' | (Report) | Pajuelo 73' | Público: 40,167 Árbitro: Simon    |

| 29 de Junho de 2000 | Chile                                               | 3 – 1    | Paraguai    | Estadio Nacional de Chile, Santiago |
| 19:45               | Caniza 19' (g.c.) · Salas 35' · Zamorano 80' (pen.) | (Report) | Cardozo 71' | Público: 53,970 Árbitro: Martin     |

| 29 de Junho de 2000 | Colômbia   | 1 – 3    | Argentina                      | Estadio El Campín, Bogotá          |
| 20:30               | Oviedo 26' | (Report) | Batistuta 23' 44' · Crespo 75' | Público: 43,246 Árbitro: Larrionda |

### 5ª rodada
| 18 de Julho de 2000 | Uruguai                         | 3 – 1    | Venezuela   | Estadio Centenario, Montevideo  |
| 19:30               | Olivera 28' 92' · Rodríguez 53' | (Report) | Noriega 23' | Público: 58,000 Árbitro: Ortube |

| 18 de Julho de 2000 | Paraguai                | 2 – 1    | Brasil      | Estadio Defensores del Chaco, Asunción |
| 20:40               | Paredes 6' · Campos 83' | (Report) | Rivaldo 74' | Público: 40,000 Árbitro: Larrionda     |

| 19 de Julho de 2000 | Bolívia    | 1 – 0    | Chile | Estadio Hernando Siles, La Paz       |
| 16:10               | Suárez 85' | (Report) |       | Público: 35,412 Árbitro: Toro Rendon |

| 19 de Julho de 2000 | Argentina              | 2 – 0    | Equador | River Plate Stadium, Buenos Aires      |
| 21:00               | Crespo 29' · López 49' | (Report) |         | Público: 44,199 Árbitro: Bello Rotunno |

| 19 de Julho de 2000 | Peru | 0 – 1    | Colômbia  | Estadio Nacional, Lima                  |
| 21:10               |      | (Report) | Ángel 48' | Público: 32,207 Árbitro: Sanchez Yanten |

### 6ª rodada
| 25 de Julho de 2000 | Equador | 0 – 0    | Colômbia | Estadio Olímpico Atahualpa, Quito |
| 16:00               |         | (Report) |          | Público: 37,617 Árbitro: Aquino   |

| 25 de Julho de 2000 | Venezuela | 0 – 2    | Chile                    | Estadio Polideportivo de Pueblo Nuevo, San Cristóbal |
| 19:00               |           | (Report) | Tapia 70' · Zamorano 89' | Público: 14,880 Árbitro: Baldassi                    |

| 26 de Julho de 2000 | Uruguai | 0 – 0    | Peru | Estadio Centenario, Montevideo |
| 19:30               |         | (Report) |      | Público: 54,345 Árbitro: Godói |

| 26 de Julho de 2000 | Brasil                    | 3 – 1    | Argentina    | Estádio do Morumbi, São Paulo   |
| 21:40               | Alex 5' · Vampeta 45' 50' | (Report) | Almeyda 46+' | Público: 80,000 Árbitro: Mendez |

| 27 de Julho de 2000 | Bolívia | 0 – 0    | Paraguai | Estadio Hernando Siles, La Paz   |
| 16:10               |         | (Report) |          | Público: 39,142 Árbitro: Almeida |

### 7ª rodada
| 18 de Agosto de 2000 | Colômbia     | 1 – 0    | Uruguai | Estadio El Campín, Bogotá        |
| 18:00                | Castillo 75' | (Report) |         | Público: 31,000 Árbitro: Gimenez |

| 15 de Agosto de 2000 | Chile                                | 3 – 0    | Brasil | Estadio Nacional de Chile, Santiago      |
| 21:00                | Estay 25' · Zamorano 43' · Salas 74' | (Report) |        | Público: 64,671 Árbitro: Gonzalez Chavez |

| 16 de Agosto de 2000 | Equador         | 2 – 0    | Bolívia | Estadio de Liga Deportiva Universitaria, Quito |
| 16:00                | Delgado 18' 58' | (Report) |         | Público: 25,000 Árbitro: Solorzano             |

| 16 de Agosto de 2000 | Peru         | 1 – 0    | Venezuela | Estadio Nacional, Lima          |
| 21:00                | Palacios 69' | (Report) |           | Público: 41,084 Árbitro: Moreno |

| 16 de Agosto de 2000 | Argentina | 1 – 1    | Paraguai  | River Plate Stadium, Buenos Aires         |
| 21:00                | Aimar 66' | (Report) | Acuña 60' | Público: 46,000 Árbitro: Pereira da Silva |

### 8ª rodada
| 2 de Setembro de 2000 | Paraguai                                 | 3 – 0    | Venezuela | Estadio Defensores del Chaco, Asunción |
| 18:00                 | González 30' · Cardozo 34' · Paredes 43' | (Report) |           | Público: 40,000 Árbitro: Paniagua      |

| 2 de Setembro de 2000 | Chile | 0 – 1    | Colômbia     | Estadio Nacional de Chile, Santiago     |
| 20:30                 |       | (Report) | Castillo 66' | Público: 60,000 Árbitro: Gallesio Greco |

| 3 de Setembro de 2000 | Uruguai                                               | 4 – 0    | Equador | Estadio Centenario, Montevideo     |
| 15:00                 | Magallanes 15' · Silva 37' · Olivera 50' · Cedrés 86' | (Report) |         | Público: 62,000 Árbitro: Cervantes |

| 3 de Setembro de 2000 | Peru              | 1 – 2    | Argentina              | Estadio Nacional, Lima        |
| 17:00                 | Samuel 68' (g.c.) | (Report) | Crespo 25' · Verón 37' | Público: 43,951 Árbitro: Ruiz |

| 3 de Setembro de 2000 | Brasil                                                      | 5 – 0    | Bolívia | Estádio do Maracanã, Rio de Janeiro |
| 17:00                 | Romário 12' (pen.) 77' 80' · Rivaldo 46' · Sandy 88' (g.c.) | (Report) |         | Público: 55,000 Árbitro: Aros       |

### 9ª rodada
| 7 de Outubro de 2000 | Colômbia | 0 – 2    | Paraguai                      | Estadio El Campín, Bogotá          |
| 20:00                |          | (Report) | Santa Cruz 3' · Chilavert 89' | Público: 42,330 Árbitro: Elizondro |

| 8 de Outubro de 2000 | Venezuela | 0 – 6    | Brasil                                                             | Estadio José Pachencho Romero, Maracaibo |
| 15:00                |           | (Report) | Euller 20' · Juninho Paulista 28' · Romário 31' 36' 38' (pen.) 63' | Público: 6,350 Árbitro: Aquino           |

| 8 de Outubro de 2000 | Equador     | 1 – 0    | Chile | Estadio Olímpico Atahualpa, Quito    |
| 16:00                | Delgado 75' | (Report) |       | Público: 28,556 Árbitro: Toro Rendon |

| 8 de Outubro de 2000 | Bolívia   | 1 – 0    | Peru | Estadio Hernando Siles, La Paz  |
| 16:00                | Suárez 4' | (Report) |      | Público: 21,791 Árbitro: Carpio |

| 8 de Outubro de 2000 | Argentina                    | 2 – 1    | Uruguai          | River Plate Stadium, Buenos Aires |
| 20:00                | Gallardo 27' · Batistuta 41' | (Report) | Ayala 49' (g.c.) | Público: 48,792 Árbitro: Rezende  |

### 10ª rodada
| 15 de Novembro de 2000 | Bolívia | 0 – 0    | Uruguai | Estadio Hernando Siles, La Paz     |
| 16:00                  |         | (Report) |         | Público: 29,112 Árbitro: Elizondro |

| 15 de Novembro de 2000 | Brasil           | 1 – 0    | Colômbia | Estadio do Morumbi, São Paulo      |
| 16:00                  | Roque Júnior 93' | (Report) |          | Público: 56,213 Árbitro: Larrionda |

| 15 de Novembro de 2000 | Venezuela  | 1 – 2    | Equador                   | Estadio José Pachencho Romero, Maracaibo |
| 19:30                  | García 66' | (Report) | Kaviedes 3' · Sánchez 23' | Público: 6,500 Árbitro: Lecca            |

| 15 de Novembro de 2000 | Paraguai                                                                                      | 5 – 1    | Peru       | Estadio Defensores del Chaco, Asunción |
| 19:45                  | Santa Cruz 15' · Jose del Solar 25' (g.c.) · Cardozo 45' · Paredes 65' · Chilavert 83' (pen.) | (Report) | García 76' | Público: 30,000 Árbitro: Gimenez       |

| 15 de Novembro de 2000 | Chile | 0 – 2    | Argentina               | Estadio Nacional de Chile, Santiago |
| 21:40                  |       | (Report) | Ortega 27' · Husaín 89' | Público: 56,529 Árbitro: Amarilla   |

### 11ª rodada
| 27 de Março de 2001 | Colômbia             | 2 – 0    | Bolívia | Estadio El Campín, Bogotá                  |
| 19:00               | Ángel 52' 72' (pen.) | (Report) |         | Público: 29,998 Árbitro: de Souza Mendonça |

| 27 de Março de 2001 | Peru                                    | 3 – 1    | Chile     | Estadio Nacional, Lima                 |
| 21:00               | Maestri 53' · Mendoza 72' · Pizarro 81' | (Report) | Navia 61' | Público: 38,901 Árbitro: Angel Sanchez |

| 28 de Março de 2001 | Equador     | 1 – 0    | Brasil | Estadio Olímpico Atahualpa, Quito   |
| 15:00               | Delgado 49' | (Report) |        | Público: 40,800 Árbitro: Ramos Rizo |

| 28 de Março de 2001 | Uruguai | 0 – 1    | Paraguai      | Estadio Centenario, Montevideo         |
| 19:30               |         | (Report) | Alvarenga 64' | Público: 50,000 Árbitro: Garcia Aranda |

| 28 de Março de 2001 | Argentina                                                      | 5 – 0    | Venezuela | River Plate Stadium, Buenos Aires |
| 21:30               | Crespo 13' · Sorín 31' · Verón 51' · Gallardo 60' · Samuel 85' | (Report) |           | Público: 32,000 Árbitro: Hidalgo  |

### 12ª rodada
| 24 de Abril de 2001 | Equador         | 2 – 1    | Paraguai    | Estadio Olímpico Atahualpa, Quito |
| 16:00               | Delgado 44' 52' | (Report) | Cardozo 26' | Público: 30,145 Árbitro: Sanchez  |

| 24 de Abril de 2001 | Venezuela               | 2 – 2    | Colômbia                 | Estadio Polideportivo de Pueblo Nuevo, San Cristóbal |
| 19:00               | Rondón 22' · Arango 82' | (Report) | Bedoya 83' · Bonilla 88' | Público: 19,000 Árbitro: Aros                        |

| 24 de Abril de 2001 | Chile | 0 – 1    | Uruguai         | Estadio Nacional de Chile, Santiago |
| 21:00               |       | (Report) | Díaz 12' (g.c.) | Público: 45,676 Árbitro: Elizondro  |

| 25 de Abril de 2001 | Bolívia                           | 3 – 3    | Argentina                  | Estadio Hernando Siles, La Paz |
| 16:00               | Paz 39' · Colque 55' · Botero 81' | (Report) | Crespo 43' 88' · Sorín 89' | Público: 28,872 Árbitro: Ruiz  |

| 25 de Abril de 2001 | Brasil      | 1 – 1    | Peru        | Estádio do Morumbi, São Paulo    |
| 21:45               | Romário 65' | (Report) | Pajuelo 77' | Público: 55,000 Árbitro: Al Zaid |

### 13ª rodada
| 2 de Junho de 2001 | Peru       | 1 – 2    | Equador                  | Estadio Nacional, Lima                   |
| 16:00              | Pizarro 2' | (Report) | Mendez 11' · Delgado 90' | Público: 54,236 Árbitro: Marrufo Mendoza |

| 2 de Junho de 2001 | Paraguai    | 1 – 0    | Chile | Estadio Defensores del Chaco, Asunción    |
| 19:00              | Paredes 90' | (Report) |       | Público: 35,000 Árbitro: Badilla Sequeira |

| 3 de Junho de 2001 | Argentina                             | 3 – 0    | Colômbia | River Plate Stadium, Buenos Aires       |
| 15:00              | González 22' · López 35' · Crespo 38' | (Report) |          | Público: 46,500 Árbitro: Sanchez Yanten |

| 3 de Junho de 2001 | Bolívia                                              | 5 – 0    | Venezuela | Estadio Hernando Siles, La Paz  |
| 16:00              | Baldivieso 32' 68' · Botero 35' 50' · Justiniano 38' | (Report) |           | Público: 25,000 Árbitro: Carpio |

| 1 de Julho de 2001 | Uruguai               | 1 – 0    | Brasil | Estadio Centenario, Montevideo  |
| 16:00              | Magallanes 33' (pen.) | (Report) |        | Público: 61,249 Árbitro: Dallas |

### 14ª rodada
| 14 de Agosto de 2001 | Venezuela              | 2 – 0    | Uruguai | Estadio José Pachencho Romero, Maracaibo |
| 19:30                | Moran 52' · Rondón 90' | (Report) |         | Público: 8,500 Árbitro: Marrufo Mendoza  |

| 14 de Agosto de 2001 | Chile         | 2 – 2    | Bolívia                      | Estadio Nacional de Chile, Santiago |
| 21:30                | Salas 35' 75' | (Report) | Baldivieso 19' · Coimbra 71' | Público: 34,657 Árbitro: Gimenez    |

| 15 de Agosto de 2001 | Equador | 0 – 2    | Argentina                     | Estadio Olímpico Atahualpa, Quito |
| 16:00                |         | (Report) | Verón 19' · Crespo 34' (pen.) | Público: 38,156 Árbitro: Braschi  |

| 15 de Agosto de 2001 | Brasil                              | 2 – 0    | Paraguai | Estádio Olímpico Monumental, Porto Alegre |
| 21:40                | Marcelinho Paraíba 4' · Rivaldo 69' | (Report) |          | Público: 48,000 Árbitro: Krug             |

| 16 de Agosto de 2001 | Colômbia | 0 – 1    | Peru       | Estadio El Campín, Bogotá           |
| 20:00                |          | (Report) | Solano 47' | Público: 33,875 Árbitro: Ramos Rizo |

### 15ª rodada
| 4 de Setembro de 2001 | Chile | 0 – 2    | Venezuela             | Estadio Nacional de Chile, Santiago |
| 20:00                 |       | (Report) | Páez 56' · Arango 62' | Público: 30,000 Árbitro: Ortube     |

| 4 de Setembro de 2001 | Peru | 0 – 2    | Uruguai                | Estadio Nacional, Lima         |
| 21:00                 |      | (Report) | Silva 11' · Recoba 45' | Público: 36,226 Árbitro: Frisk |

| 5 de Setembro de 2001 | Paraguai                                                       | 5 – 1    | Bolívia | Estadio Defensores del Chaco, Asunción |
| 19:00                 | Paredes 33' · Cardozo 45' 89' · Chilavert 50' · Santa Cruz 69' | (Report) | Paz 15' | Público: 25,000 Árbitro: Solorzano     |

| 5 de Setembro de 2001 | Argentina                      | 2 – 1    | Brasil          | Estádio Monumental de Nuñez, Buenos Aires |
| 20:00                 | Gallardo 76' · Cris 84' (g.c.) | (Report) | Ayala 2' (g.c.) | Público: 51,000 Árbitro: Meier            |

| 5 de Setembro de 2001 | Colômbia | 0 – 0    | Equador | Estadio El Campín, Bogotá         |
| 20:30                 |          | (Report) |         | Público: 28,487 Árbitro: Al Aqily |

### 16ª rodada
| 6 de Outubro de 2001 | Bolívia     | 1 – 5    | Equador                                                                 | Estadio Hernando Siles, La Paz  |
| 16:00                | Galindo 59' | (Report) | de la Cruz 13' · Delgado 23' · Kaviedes 56' · Fernández 89' · Gómez 90' | Público: 8,000 Árbitro: Sanchez |

| 6 de Outubro de 2001 | Venezuela                    | 3 – 0    | Peru | Estadio Polideportivo de Pueblo Nuevo, San Cristóbal |
| 19:30                | Alvarado 54' 77' · Moran 80' | (Report) |      | Público: 17,220 Árbitro: Sanchez Yanten              |

| 7 de Outubro de 2001 | Uruguai               | 1 – 1    | Colômbia        | Estadio Centenario, Montevideo   |
| 16:00                | Magallanes 34' (pen.) | (Report) | Valentierra 67' | Público: 60,000 Árbitro: Collina |

| 7 de Outubro de 2001 | Brasil                    | 2 – 0    | Chile | Estádio Couto Pereira, Curitiba    |
| 16:00                | Edílson 52' · Rivaldo 63' | (Report) |       | Público: 52,000 Árbitro: Elizondro |

| 7 de Outubro de 2001 | Paraguai                            | 2 – 2    | Argentina                      | Estadio Defensores del Chaco, Asunción |
| 18:15                | Chilavert 51' (pen.) · Morinigo 70' | (Report) | Pochettino 67' · Batistuta 73' | Público: 45,000 Árbitro: Hidalgo       |

### 17ª rodada
| 7 de Novembro de 2001 | Equador      | 1 – 1    | Uruguai            | Estadio Olímpico Atahualpa, Quito   |
| 16:00                 | Kaviedes 72' | (Report) | Olivera 43' (pen.) | Público: 40,000 Árbitro: Ramos Rizo |

| 7 de Novembro de 2001 | Colômbia                                | 3 – 1    | Chile       | Estadio El Campín, Bogotá        |
| 16:00                 | Grisales 19' · Ángel 67' · González 68' | (Report) | Riveros 39' | Público: 16,050 Árbitro: Gimenez |

| 7 de Novembro de 2001 | Bolívia                      | 3 – 1    | Brasil      | Estadio Hernando Siles, La Paz     |
| 20:00                 | Paz 42' · Baldivieso 70' 89' | (Report) | Edílson 26' | Público: 32,574 Árbitro: Solorzano |

| 8 de Novembro de 2001 | Argentina              | 2 – 0    | Peru | River Plate Stadium, Buenos Aires  |
| 18:00                 | Samuel 46' · López 84' | (Report) |      | Público: 19,901 Árbitro: Larrionda |

| 8 de Novembro de 2001 | Venezuela                             | 3 – 1    | Paraguai        | Estadio Polideportivo de Pueblo Nuevo, San Cristóbal |
| 19:00                 | Moran 2' · Noriega 22' · González 40' | (Report) | Arce 28' (pen.) | Público: 22,500 Árbitro: Elizondro                   |

### 18ª rodada
| 14 de Novembro de 2001 | Peru    | 1 – 1    | Bolívia      | Estadio Monumental "U", Lima     |
| 20:30                  | Alva 8' | (Report) | Castillo 87' | Público: 2,374 Árbitro: Baldassi |

| 14 de Novembro de 2001 | Uruguai   | 1 – 1    | Argentina | Estádio Centenário, Montevideo |
| 20:40                  | Silva 19' | (Report) | López 44' | Público: 48,100 Árbitro: Merk  |

| 14 de Novembro de 2001 | Chile | 0 – 0    | Equador | Estádio Nacional de Chile, Santiago |
| 20:40                  |       | (Report) |         | Público: 19,237 Árbitro: Paniagua   |

| 14 de Novembro de 2001 | Paraguai | 0 – 4    | Colômbia                                      | Estádio Defensores del Chaco, Asunción |
| 20:40                  |          | (Report) | Aristizábal 24' 34' (pen.) 62' · Castillo 82' | Público: 25,000 Árbitro: Poll          |

| 14 de Novembro de 2001 | Brasil                       | 3 – 0    | Venezuela | Estádio Governador João Castelo, São Luís |
| 21:40                  | Luizão 12' 19' · Rivaldo 34' | (Report) |           | Público: 65,000 Árbitro: Gimenez          |

## Repescagem CONMEBOL/OFC
Ver também: Eliminatórias da Copa do Mundo FIFA de 2002 - Oceania
| 20 de Novembro de 2001 | Austrália         | 1 – 0    | Uruguai | Melbourne Cricket Ground, Melbourne |
| 20:15                  | Muscat 78' (pen.) | (Report) |         | Público: 84,656 Árbitro: Cesari     |

| 25 de Novembro de 2001 | Uruguai                     | 3 – 0    | Austrália | Estadio Centenario, Montevideo   |
| 16:00                  | Silva 14' · Morales 70' 90' | (Report) |           | Público: 62,000 Árbitro: Bujsaim |

- No placar agregado de 3-1, o Uruguai se classificou para a Copa do Mundo.